# Crambe scaberrima
Crambe scaberrima là một loài thực vật có hoa trong họ Cải. Loài này được Webb ex Bramwell mô tả khoa học đầu tiên năm 1973.